# Mount Arcone
Mount Arcone är ett berg i Antarktis. Det ligger i Östantarktis. Nya Zeeland gör anspråk på området. Toppen på Mount Arcone är 1 350 meter över havet, eller 544 meter över den omgivande terrängen. Bredden vid basen är 4,1 km.
Terrängen runt Mount Arcone är huvudsakligen kuperad. Trakten är obefolkad. Det finns inga samhällen i närheten.